# Luozigou
Luozigou (罗子沟镇) ist eine chinesische Großgemeinde im Kreis Wangqing des Autonomen Bezirks Yanbian der Koreaner im Osten der chinesischen Provinz Jilin.
Das Luozi-Becken (罗子沟盆地) war Ende Juni 1934 Schauplatz der Schlacht von Luozigou gegen die japanische Besatzungsmacht, die Kim Il-sung in seinen Memoiren beschreibt.